# Сатраджит
Сатраджит (санскр. Satrâjit, Satrâjita — «вполне победоносный») — в индийской позднейшей мифологии герой, друг Солнца, прославлявший его в гимнах и получивший от него в виде награды драгоценный камень Сьямантаку.
С помощью этого дара он отгонял от своего жилища веяния беды, диких зверей, голод, пожар, воров и т. д. Когда он потерял этот камень, последний был найден и возвращён ему Кришной. За это Сатраджит дал ему в жёны свою дочь Сатьябхаму. Один из её женихов, из мести, убил Сатраджита и похитил чудный камень, но в свою очередь был убит Кришной.